# Tournoi d'ouverture du championnat du Costa Rica de football 2012
Navigation
Saison précédente Saison suivante
Le Tournoi Apertura 2012 est le onzième tournoi saisonnier disputé au Costa Rica.
C'est cependant la 96e fois que le titre de champion du Costa Rica est remis en jeu.
Lors de ce tournoi, le CS Herediano a tenté de conserver son titre de champion du Costa Rica face aux onze meilleurs clubs costariciens.
Chacun des douze clubs participant au championnat étaient confronté deux fois aux onze autres équipes. Puis les quatre meilleurs se sont affrontés lors d'une phase finale à la fin de la saison.
Seulement une place était qualificative pour la Ligue des champions de la CONCACAF.

## Les 12 clubs participants
| \| LD Alajuelense AD Belén CS Cartagines CS Herediano Limon FC Municipal Pérez Zeledon Puntarenas FC AD San Carlos SD Santos / Deportivo Saprissa CS Uruguay AD Carmelita \| Localisation des clubs. |
| LD Alajuelense AD Belén CS Cartagines CS Herediano Limon FC Municipal Pérez Zeledon Puntarenas FC AD San Carlos SD Santos / Deportivo Saprissa CS Uruguay AD Carmelita                               |

Ce tableau présente les douze équipes qualifiées pour disputer le championnat 2012-2013. On y trouve le nom des clubs, le nom des stades dans lesquels ils évoluent ainsi que la capacité et la localisation de ces derniers.
| Club                    | Stade                                   | Capacité | Ville                  |
| LD Alajuelense          | Stade Alejandro Morera Soto             | 17 900   | Alajuela               |
| AD Belén (en)           | Stade Polideportivo de Belén            | 3 000    | San Antonio            |
| AD Carmelita            | Stade Carlos Alvarado                   | 3 000    | Santa Bárbara          |
| CS Cartagines           | Stade José Rafael Fello Meza Ivankovich | 13 500   | Cartago                |
| CS Herediano            | Stade Eladio Rosabal Cordero            | 8 100    | Heredia                |
| Limon FC                | Stade Nuevo de Limón                    | 3 000    | Puerto Limón           |
| Municipal Pérez Zeledon | Stade Municipal Pérez Zeledón           | 6 000    | San Isidro del General |
| Puntarenas FC           | Stade Lito Pérez                        | 4 100    | Puntarenas             |
| AD San Carlos           | Stade Carlos Ugalde Álvarez             | 5 600    | Ciudad Quesada         |
| SD Santos               | Stade Ebal Rodríguez                    | 3 000    | Guápiles               |
| Deportivo Saprissa      | Stade Ricardo Saprissa                  | 23 100   | San José               |
| CS Uruguay              | Stade Municipal el Labrador             | 2 500    | Coronado               |

## Compétition
Le tournoi Apertura se déroule de la même façon que les tournois saisonniers précédents, en deux phases :
- La phase de qualification : les vingt journées de championnat.
- La phase finale : les matchs aller-retour allant des demi-finale à la finale.

### Phase de qualification
Lors de la phase de qualification les onze équipes affrontent à deux reprises selon un calendrier tiré aléatoirement.
Les quatre meilleures équipes sont directement qualifiées pour la phase finale.
Le classement est établi sur le barème de points classique (victoire à 3 points, match nul à 1, défaite à 0).
Le départage final se fait selon les critères suivants :
- Le nombre de points.
- La différence de buts générale.
- La différence de buts particulière.
- Le nombre de buts marqué.

#### Classement
| Rang | Équipe                  | Pts | J  | G  | N | P  | Bp | Bc | Diff |
| ---- | ----------------------- | --- | -- | -- | - | -- | -- | -- | ---- |
| 1    | LD Alajuelense T        | 44  | 22 | 13 | 5 | 4  | 36 | 22 | +14  |
| 2    | Deportivo Saprissa      | 43  | 22 | 13 | 4 | 5  | 41 | 22 | +19  |
| 3    | CS Herediano            | 37  | 22 | 9  | 7 | 5  | 37 | 25 | +12  |
| 4    | Limon FC                | 33  | 22 | 9  | 7 | 7  | 31 | 30 | +1   |
| 5    | SD Santos               | 32  | 22 | 9  | 5 | 8  | 39 | 37 | +2   |
| 6    | CS Uruguay P            | 30  | 22 | 9  | 3 | 10 | 25 | 31 | -6   |
| 7    | Municipal Pérez Zeledon | 28  | 22 | 8  | 4 | 10 | 35 | 31 | +4   |
| 8    | AD Belén (en)           | 28  | 22 | 7  | 7 | 8  | 23 | 27 | -4   |
| 9    | AD Carmelita P          | 25  | 22 | 6  | 7 | 9  | 21 | 33 | -12  |
| 10   | Puntarenas FC           | 22  | 22 | 5  | 7 | 10 | 22 | 34 | -12  |
| 11   | CS Cartagines           | 21  | 22 | 5  | 6 | 11 | 24 | 25 | -1   |
| 12   | AD San Carlos           | 20  | 22 | 5  | 5 | 12 | 24 | 41 | -17  |

| Légende : Qualifications et relégations | Légende : Qualifications et relégations          |
| --------------------------------------- | ------------------------------------------------ |
|                                         | Qualifié pour les demi-finale                    |
|                                         | T Tenant du titre P Promu de la saison 2011-2012 |

#### Matchs
| Résultats (▼dom., ►ext.)                                   | Alaj | Bel | Carm | Cart | Here | Lim | Muni | Punt | SanC | Sant | Sapr | Urug |
| LD Alajuelense                                             |      | 1-0 | 2-0  | 1-0  | 0-3  | 0-0 | 2-1  | 3-1  | 1-1  | 2-1  | 2-3  | 2-0  |
| AD Belén (en)                                              | 1-3  |     | 1-0  | 1-0  | 0-0  | 1-2 | 2-1  | 0-0  | 2-3  | 3-3  | 1-0  | 0-2  |
| AD Carmelita                                               | 0-3  | 2-2 |      | 0-0  | 0-0  | 1-1 | 1-1  | 0-1  | 4-2  | 2-5  | 1-1  | 1-2  |
| CS Cartagines                                              | 1-1  | 1-1 | 1-2  |      | 2-3  | 0-1 | 0-0  | 3-1  | 0-0  | 6-0  | 1-3  | 0-1  |
| CS Herediano                                               | 2-4  | 1-1 | 0-0  | 1-1  |      | 2-0 | 2-1  | 4-1  | 1-0  | 2-0  | 2-1  | 2-0  |
| Limon FC                                                   | 1-0  | 1-1 | 2-1  | 1-2  | 3-3  |     | 2-1  | 0-1  | 2-1  | 3-2  | 1-0  | 5-1  |
| Municipal Pérez Zeledon                                    | 0-1  | 0-1 | 6-0  | 1-0  | 2-2  | 4-3 |      | 1-1  | 2-1  | 4-1  | 1-2  | 2-1  |
| Puntarenas FC                                              | 2-2  | 3-2 | 0-1  | 1-0  | 0-2  | 2-1 | 0-2  |      | 3-3  | 0-0  | 0-0  | 1-2  |
| AD San Carlos                                              | 2-0  | 1-0 | 0-2  | 0-2  | 1-0  | 2-2 | 1-3  | 2-0  |      | 0-1  | 1-6  | 0-2  |
| SD Santos                                                  | 0-2  | 3-0 | 1-2  | 3-2  | 2-1  | 3-0 | 2-1  | 2-2  | 5-1  |      | 2-2  | 1-1  |
| Deportivo Saprissa                                         | 2-2  | 0-2 | 2-0  | 2-0  | 2-1  | 2-0 | 3-1  | 2-1  | 2-1  | 0-2  |      | 2-0  |
| CS Uruguay                                                 | 1-2  | 0-1 | 0-1  | 1-2  | 4-3  | 0-0 | 3-0  | 2-1  | 1-1  | 1-0  | 0-4  |      |
| - Victoire à domicile - Match nul - Victoire à l'extérieur |      |     |      |      |      |     |      |      |      |      |      |      |

### La Phase Finale
Les quatre équipes qualifiées sont réparties dans le tableau final d'après leur classement général, le deuxième affrontant le troisième et le premier affrontant le quatrième lors des demi-finales.
En cas d'égalité sur la somme des deux matchs, c'est la position au classement général qui départage les deux équipes, sauf pour la finale où des prolongations puis une séance de tirs au but ont éventuellement lieu.

#### Tableau
|  |                    |            |              |            |                |     |   |        |        |        |        |        |
|  | 1/2 finale         | 1/2 finale | 1/2 finale   | 1/2 finale | 1/2 finale     |     |   | Finale | Finale | Finale | Finale | Finale |
|  |                    |            |              |            |                |     |   |        |        |        |        |        |
|  |                    |            |              |            |                |     |   |        |        |        |        |        |
|  | LD Alajuelense     | (1)        | 1            | 0          |                |     |   |        |        |        |        |        |
|  | LD Alajuelense     | (1)        | 1            | 0          |                |     |   |        |        |        |        |        |
|  | Limon FC           | (4)        | 0            | 0          |                |     |   |        |        |        |        |        |
|  | Limon FC           | (4)        | 0            | 0          | LD Alajuelense | (1) | 2 | 1      |        |        |        |        |
|  |                    |            |              |            |                | (1) | 2 | 1      |        |        |        |        |
|  |                    |            | CS Herediano | (3)        | 1              | 1   |   |        |        |        |        |        |
|  | Deportivo Saprissa | (2)        | CS Herediano | (3)        | 1              | 1   | 1 | 0      |        |        |        |        |
|  | Deportivo Saprissa | (2)        |              |            |                |     | 1 | 0      |        |        |        |        |
|  | CS Herediano       | (3)        | 1            | 1          |                |     |   |        |        |        |        |        |
|  | CS Herediano       | (3)        | 1            | 1          |                |     |   |        |        |        |        |        |

#### Demi-finales
| Club               | Aller | Retour | Club         | Commentaire |
| Deportivo Saprissa | 1-1   | 0-1    | CS Herediano |             |
| LD Alajuelense     | 1-0   | 0-0    | Limon FC     |             |

#### Finale
| Match aller      | CS Herediano         | 1:2   | LD Alajuelense                      | Stade Eladio Rosabal Cordero |                            |
| 16 décembre 2012 | Cristian Montero 68e | (0:2) | Allen Guevara 24e · Jorge Davis 32e | Arbitrage : Ricardo Cerdas   | Arbitrage : Ricardo Cerdas |

| Match retour     | LD Alajuelense     | 1:1   | CS Herediano     | Stade Alejandro Morera Soto |                            |
| 22 décembre 2012 | Alvaro Sánchez 96e | (0:0) | Ismael Gomez 86e | Arbitrage : Walter Quesada  | Arbitrage : Walter Quesada |

## Bilan du tournoi
| Tournoi d'ouverture du championnat de football du Costa Rica 2012 |                            |
| Champion                                                          | LD Alajuelense (29e titre) |
| Dauphin                                                           | CS Herediano               |
| Qualifications continentales                                      |                            |
| Ligue des champions 2013-2014 (Phase de groupes)                  | LD Alajuelense             |

## Statistiques

### Buteurs
| Rang | Nom                  | Équipe                  | Buts |
| 1    | Cristhian Lagos      | SD Santos               | 18   |
| 2    | Henry Cooper         | Limon FC                | 10   |
| 3    | Brunet Francisco Hay | Municipal Pérez Zeledon | 8    |
| 4    | Ariel Santana        | AD Belén (en)           | 7    |